# Поклуша де Баркау (Бихор)
Поклуша де Баркау (рум. Poclușa de Barcău) насеље је у Румунији у округу Бихор у општини Кишлаз. Oпштина се налази на надморској висини од 119 m.

## Становништво
Према подацима из 2002. године у насељу је живело 398 становника.

### Попис2002.
| Расподела становништва по националности 2002.‍ | Расподела становништва по националности 2002.‍ | Расподела становништва по националности 2002.‍ | Расподела становништва по националности 2002.‍ | Расподела становништва по националности 2002.‍ |
| --------------------------------------------- | --------------------------------------------- | --------------------------------------------- | --------------------------------------------- | --------------------------------------------- |
|                                               |                                               |                                               |                                               |                                               |
| Румуни                                        | Румуни                                        |                                               | 91                                            | 22,9%                                         |
| Мађари                                        | Мађари                                        |                                               | 265                                           | 66,6%                                         |
| Роми                                          | Роми                                          |                                               | 42                                            | 10,6%                                         |